# تیزکفتار
تیزکفتار (نام علمی: Oxyaena) نام یک سرده از شاخه طنابداران است.